# Villa Clio Carpello
Villa Clio Carpello è la villa più insigne del territorio folignate, commissionata dalla famiglia Jacobilli a metà del XVI secolo per seguire, dalla collina di Carpello, i lavori di bonifica della piana di Foligno. 
Riccamente decorata dagli affreschi datati anno 1670 firmati dal genovese Giovanni Andrea Carlone.
Si compone da un piano nobile composto da un salone sei stanze e un cortile interno con i soffitti a volta interamente affrescati nel 1670 dal pittore genovese Giovanni Andrea Carlone. Un piano interrato composto dalle cucine dispensa e la chiesina. Un primo piano composto da un salone più sei stanze. Il sottotetto. La torretta da dove si può vedere la valle umbra da Perugia a Spoleto passando per Assisi, Spello, Foligno, Trevi e, di fronte, Montefalco.